# Погиблица
Погиблица — река в России, протекает в Оричевском районе Кировской области. Устье реки находится в 560 км по левому берегу реки Вятки. Длина реки составляет 13 км, площадь водосборного бассейна 57,3 км².
Исток реки у деревни Коробейники (Пищальское сельское поселение). Река течёт на северо-запад, в среднем течении протекает посёлок Мирный, где на реке образована большая запруда. Ниже посёлка впадает в Вятку.

## Данные водного реестра
По данным государственного водного реестра России относится к Камскому бассейновому округу, водохозяйственный участок реки — Вятка от города Киров до города Котельнич, речной подбассейн реки — Вятка. Речной бассейн реки — Кама.
По данным геоинформационной системы водохозяйственного районирования территории РФ, подготовленной Федеральным агентством водных ресурсов:
- Код водного объекта в государственном водном реестре — 10010300312111100034945
- Код по гидрологической изученности (ГИ) — 111103494
- Код бассейна — 10.01.03.003
- Номер тома по ГИ — 11
- Выпуск по ГИ — 1